# Acacia aculeatissima
Espèce

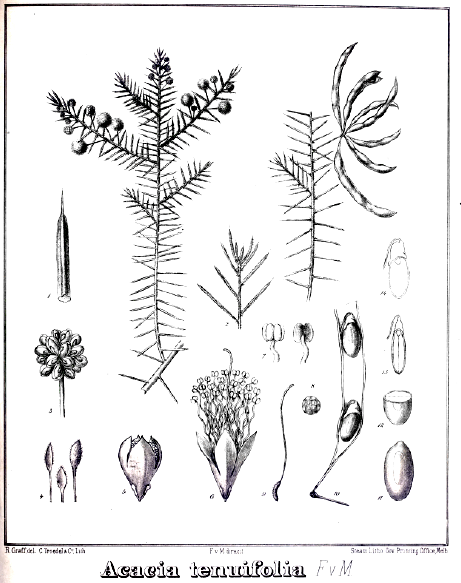
Illustration dAcacia tenuifolia, synonyme dAcacia aculeatissima.

Acacia aculeatissima est une espèce de plantes à fleurs de la famille des Fabaceae. Il est couramment dénommé thin-leaf wattle ou snake wattle. C'est un arbuste endémique du Sud Est continental de l'Australie où il fait souvent partie des forêts sclérophylles sèches et des communautés forestières.

## Description
Acacia aculeatissima est un arbuste ouvert et prostré qui atteint généralement une hauteur allant jusqu'à 50 cm, rarement jusqu'à 1 m, et dont les branches sont finement nervurées et poilues. Ses phyllodes sont en forme d'aiguilles, incurvées vers l'arrière, 5-12 mm de long et 0,5-1 mm de large et très pointues. Jusqu'à 3 têtes de fleurs généralement sphériques sont portées à l'aisselle des phyllodes sur un pédoncule de 5-13 mm de long, chaque tête comportant 15 à 25 fleurs jaune pâle à jaune. La floraison a lieu entre août et novembre et la gousse est droite ou légèrement incurvée et papilleuse, 30-60 mm de long et 2-4 mm de large contenant des graines oblongues 3,5-4,0 mm de long,,,

## Taxonomie
Acacia aculeatissima a été décrit en premier par le botaniste américain James Francis Macbride en 1919 dans l'article Notes on certain Leguminosae s publié dans Contributions of the Gray Herbarium of Harvard University] à partir de spécimens "dans les régions sèches et montagneuses près de Ballarat, vers Goulburn et Broken Rivers" en 1853,. L'épithète spécifique (aculeatissima) signifie "très piquant ou épineux".
Cette espèce est incluse dans le sous-genre Phyllodineae.

## Répartition et habitat
Cette espèce de wattle pousse souvent dans les zones rocheuses des bois, des forêts et des landes sur des sols dérivés de roches sédimentaires, et se trouve au sud du Mont Imlay en Nouvelle-Galles du Sud, et dans la partie sud de Victoria où elle est plus commune,.

## Systématique
Le nom correct complet (avec auteur) de ce taxon est Acacia aculeatissima J.F.Macbr..
Acacia aculeatissima a pour synonymes :
- Acacia tenuifolia F.Muell.
- Mimosa tenuifolia Descourt.
- Racosperma aculeatissimum (J.F.Macbr.) Pedley